# Agencia Estatal de Turismo de Azerbaiyán
La Agencia Estatal de Turismo de Azerbaiyán (en azerí: Azərbaycan Respublikası Dövlət Turizm Agentliyi) — órgano estatal, creado por la disposición presidencial sobre la superación la gestión estatal en la esfera del turismo. Director de la Agencia Estatal de Turismo es Fuad Naghiyev.

## Historia
La Agencia Estatal de Turismo de Azerbaiyán fue creada en la base del Ministerio de cultura y turismo de la República de Azerbaiyán según la disposición del Presidente Ilham Aliyev desde 20 de abril de 2018. 
El 17 de diciembre de 2019 la Agencia Estatal de Turismo se hizo miembro de la Asociación de Turismo de Asia y el Pacífico (PATA).

### Actividades
El 4 de abril de 2019 con el apoyo y la participación activa de la Agencia Estatal de Turismo y la Oficina Nacional de Promoción Turística se inauguró la 18.ª Exposición Internacional de Turismo y Viajes de Azerbaiyán en el Bakú Expo Center.
El 20 de febrero de 2020 se presentará una plataforma de información y cognición en línea "e-learning" sobre el potencial turístico del país, preparada para los empleados de empresas turísticas extranjeras.